# Nelson Agholor
Nelson Agholor (Lagos, 24 maggio 1993) è un giocatore di football americano nigeriano che milita nel ruolo di wide receiver per i Baltimore Ravens della National Football League (NFL).

## Carriera universitaria
Agholor al college giocò a football a USC dal 2012 al 2014. Divenne titolare a partire dalla sua seconda stagione, in cui segnò sei touchdown, mentre nella successiva ne mise a segno 12.

## Carriera professionistica

### Philadelphia Eagles
Nei giorni precedenti al Draft NFL 2015, NFL.com aveva classificato Agholor come una delle potenziali scelte della seconda metà del primo giro dell'evento. Il 30 aprile fu selezionato come 20º assoluto dai Philadelphia Eagles. Debuttò come professionista partendo come titolare nella gara del primo turno contro gli Atlanta Falcons in cui ricevette un passaggio da 5 yard. Il primo touchdown lo segnò su un passaggio da 53 yard di Sam Bradford nella vittoria della settimana 14 sui Buffalo Bills. La sua stagione da rookie si concluse con 23 ricezioni per 283 yard e una marcatura in 13 presenze, tutte tranne una come titolare.
Dopo avere segnato solamente 3 touchdown nelle prime due stagioni in carriera, nel 2017 Agholor si rifece segnando 8 marcature e terminando con 62 ricezioni per 768 yard. Il 4 febbraio 2018 allo U.S. Bank Stadium di Minneapolis partì come titolare nel Super Bowl LII vinto contro i New England Patriots per 41-33, il primo trionfo della storia della franchigia. Le sue 9 ricezioni furono il miglior risultato della sua squadra.

### Las Vegas Raiders
Il 21 marzo 2020 Agholor firmò con i Las Vegas Raiders.

### New England Patriots
Il 15 marzo 2021 Agholor firmò con i New England Patriots un contratto biennale del valore di 26 milioni di dollari.

### Baltimore Ravens
Il 24 marzo 2023 Agholor firmó con i Baltimore Ravens un contratto di un anno del valore di 3,25 milioni di dollari. Terminò l'annata giocando tutte le 17 gare della stagione regolare, tre da titolare, e collezionando 35 ricezioni per 381 yard e quattro touchdown, giocando inoltre in entrambe le gare dei play-off disputate dai Ravens.
Il 18 febbraio 2024 Agholor firmò un'estensione contrattuale di un anno con i Ravens per 3,75 milioni di dollari.

## Palmarès

### Franchigia
- Super Bowl : 1

Philadelphia Eagles: LII
- National Football Conference Championship: 1

Philadelphia Eagles: 2017